# Messier 81

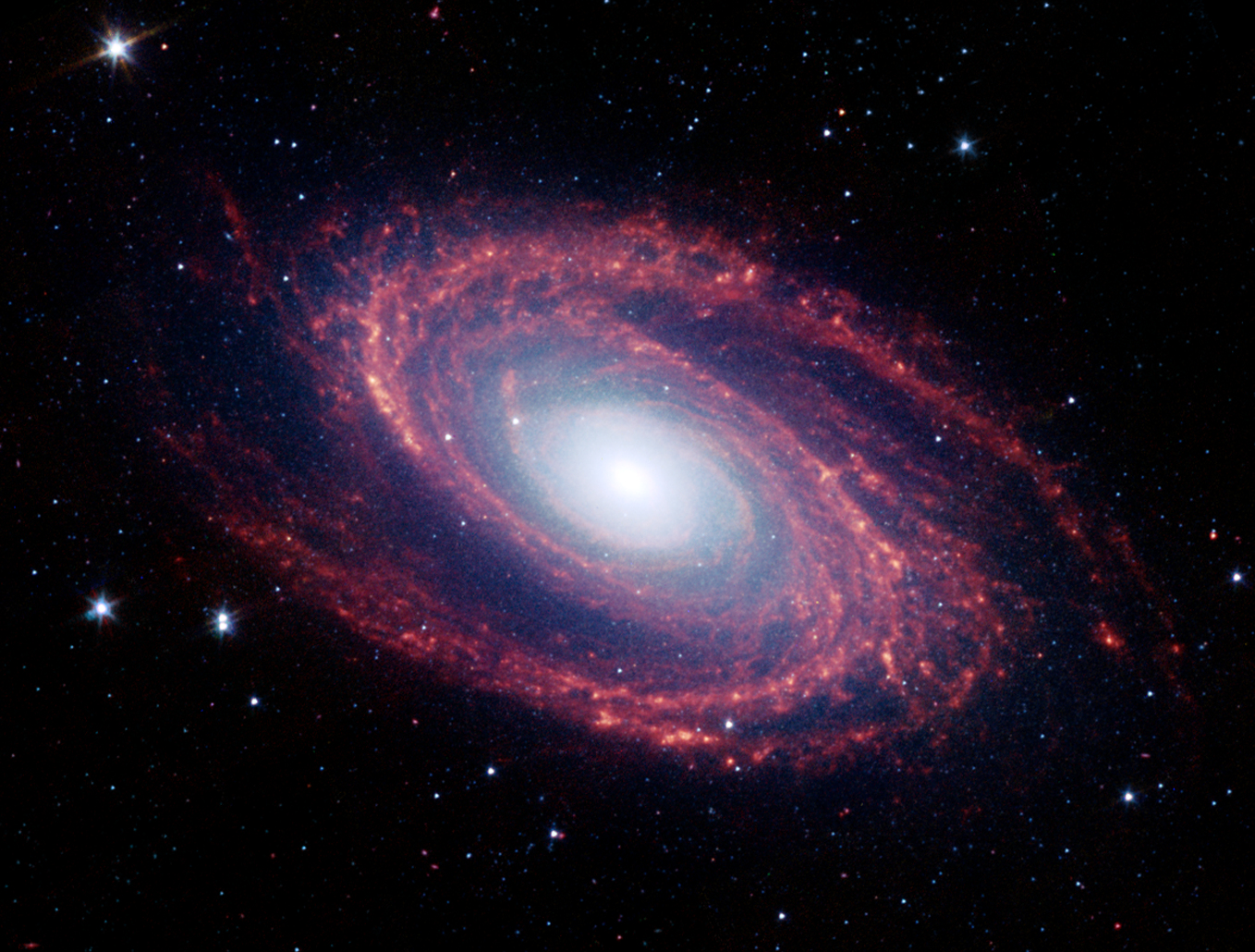
Ảnh chụp của Messier 81 từ tia hồng ngoại.

Messier 81 hay còn được gọi là Thiên hà của Bode hay NGC 3031 là một thiên hà xoắn ốc hoàn mỹ nằm trong chòm sao Đại Hùng cách Trái Đất khoảng 12 triệu năm ánh sáng. Sự khổng lồ của thiên hà này đã làm nó trở thành một mục tiêu nghiên cứu thường xuyên của các nhà thiên văn nghiệp dư.

## Lịch sử khám phá
Messier 81 được phát hiện bởi Johann Elert Bode vào ngày 31 tháng 12 năm 1774. Đôi khi thiên hà này được gọi là thiên hà của Bode.

## Siêu tân tinh
Một siêu tân tinh đã được khám phá ra ở Messier 81. Cùng lúc đó, các nhà thiên văn phải công nhận rằng nó là một siêu tân tinh sáng thứ hai có thể quan sát được ở trên bầu trời vào thế kỷ thứ 20. Nhìn chung, nó là một siêu tân tinh loại 2 (một siêu tân tinh được tạo ra bởi một vụ nổ của một ngôi sao khổng lồ).

## Nhóm M81

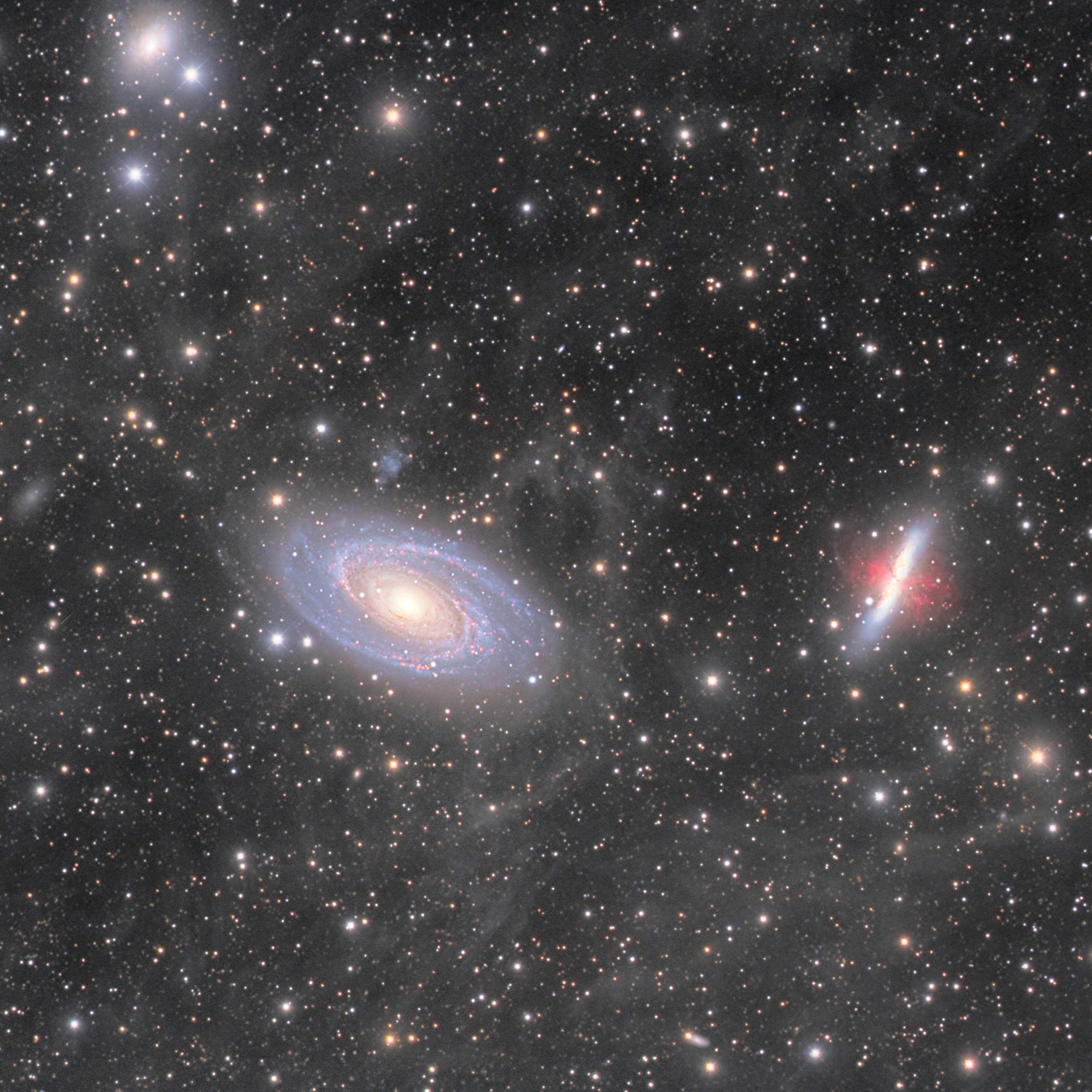
Nhóm M81 được chụp lại bởi kính thiên văn Hubbles.

Messier 81 là thiên hà sáng nhất trong nhóm M81, một nhóm bao gồm 34 thiên hà nằm ở chòm sao Đại Hùng. Với khoảng cách 11,7 Mly từ Trái Đất, khiến nhóm đó trở thành một trong những nhóm "hàng xóm" của nhóm Địa Phương.